# Archoleptoneta gertschi
Espèce
Archoleptoneta gertschi est une espèce d'araignées aranéomorphes de la famille des Archoleptonetidae.

## Distribution
Cette espèce est endémique de Californie aux États-Unis,. Elle se rencontre dans les comtés d'Amador, de Calaveras, d'El Dorado et de Placer.

## Description
Le mâle holotype mesure 1,31 mm et la femelle paratype 1,35 mm.

## Systématique et taxinomie
Cette espèce a été décrite par Ledford et Griswold en 2010.

## Étymologie
Cette espèce est nommée en l'honneur de Willis John Gertsch.

## Publication originale
- Ledford & Griswold, 2010 : « A study of the subfamily Archoleptonetinae (Araneae, Leptonetidae) with a review of the morphology and relationships for the Leptonetidae. » Zootaxa, no 2391, p. 1-32.